# ファビュラス・ワンズ
ザ・ファビュラス・ワンズ（The Fabulous Ones）は、プロレスラーのスティーブ・カーンとスタン・レーンによって1982年に結成されたプロレスのタッグチームである。略称はザ・ファブズ（The Fabs）。
1980年代を絶頂期に、ベビーフェイスのポジションでアメリカ南部を主戦場に活躍。後のロックンロール・エクスプレス（リッキー・モートン&ロバート・ギブソン）、そのイミテーションであるザ・ロッカーズ（マーティ・ジャネッティ&ショーン・マイケルズ）、直接的な後継者であるザ・ファンタスティックス（ボビー・フルトン&トミー・ロジャース）など、"Funloving Pretty Boys" をギミックとしたアイドル系タッグチームの先駆者的存在となった。

## 来歴
1982年、ジェリー・ジャレットが主宰していたテネシー州メンフィスのCWAにて結成される。チーム名は、1960年代のメンフィスにおけるヒーローだったジャッキー・ファーゴのニックネーム "The Fabulous One" からネーミングされた。
もともとは、スティーブ・カーンはレスリングの下地を持つベビーフェイスの技巧派、スタン・レーンはリック・フレアーの影響下にあったヒールのラフファイターであり、1979年から1980年にかけてはNWAフロリダ地区においてライバル関係にあった。メンフィスでも当初は敵対していたが、最終的にはレーンがフェイスターンする形でコンビを結成。共にジュニアヘビー級の体格であり、長髪のブロンドと顎鬚などサイズおよび風貌は共通していたものの、ファイトスタイルやキャラクターを異にするタッグチームとして売り出された。
派手なタキシードと蝶ネクタイ、サスペンダーにスパンコール入りのロングタイツというリングコスチュームを使用し、MTVスタイルのミュージック・ビデオ（音楽はZZトップが担当）も製作されるなど、当時のプロレス界では斬新だったプロモーション展開のもと、女性や子供からの熱烈な支持を獲得。デニス・コンドリー、ランディ・ローズ、ノーベル・オースチンの3者によるオリジナル版のミッドナイト・エクスプレスなどとタッグタイトルを争い、1982年10月25日にはボビー・イートン&スウィート・ブラウン・シュガーからAWA南部タッグ王座を奪取。以降1985年にかけて、ニュー・シープハーダーズ（ルーク・ウィリアムス、ジョナサン・ボイド&リップ・モーガン）、ザ・ムーンドッグス（レックス&スポット）、ブルーズ・ブラザーズ（ポークチョップ・キャッシュ&トロイ・グラハム）、ファースト・ファミリー（リック・ルード&キングコング・バンディ）、ジ・インターンズ（ドン・バス&ロジャー・スミス）などのチームを破り、同王座を通算14回獲得した。

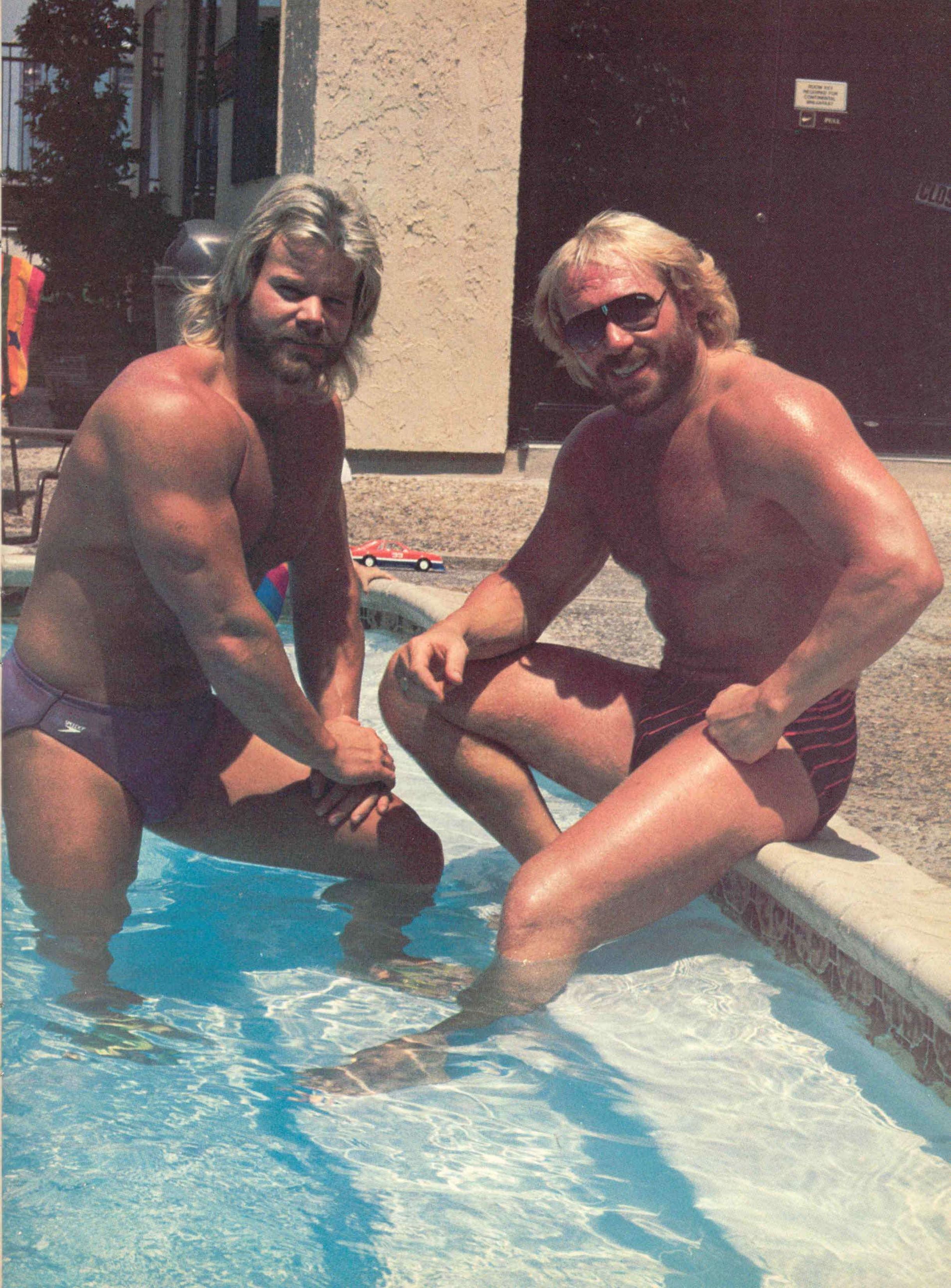
左がスタン・レーン、右がスティーブ・カーン（1985年）

1984年にはバーン・ガニア主宰のAWAにも登場し、AWA世界タッグ王者チームのロード・ウォリアーズ（ホーク&アニマル）と抗争を展開している。同時期、AWAのガニア、CWAのジャレット、NWAのジム・クロケット・ジュニアらが共同で立ち上げたWWFの全米侵攻への対抗組織 "Pro Wrestling USA" の興行にも主力タッグチームとして参戦。1986年は、4月19日にジム・クロケット・プロモーションズが主催したタッグチーム・トーナメント "Crockett Cup" に出場、翌20日にはAWAのビッグイベント "WrestleRock" にてUSエクスプレス（バリー・ウインダム&マイク・ロトンド）と対戦している。
1986年下期は古巣のフロリダに戻り、7月21日にオリジナル版のシープハーダーズ（ブッチ・ミラー&ウィリアムス）を破りUSタッグ王座を獲得。ケビン・サリバン&パープル・ヘイズやケンドー・ナガサキ&ホワイト・ニンジャとも抗争を展開した。同年8月12日のタンパでのイベントでは、新日本プロレスからフロリダに遠征してきた藤波辰巳&木村健吾と対戦しており、この試合はテレビ朝日の『ワールドプロレスリング』でも放送された。
1987年にコンビを解消し、レーンはジム・クロケット・プロモーションズにてミッドナイト・エクスプレスに加入。カーンはシングルプレイヤーに戻ってフロリダでの活動を続けた。その後、ファビュラス・ワンズは1991年にCWAの後継団体USWAにてヒール・バージョンで再結成されており、ジェリー・ローラー&ジェフ・ジャレットとUSWA世界タッグ王座を争っている。同年、両者は再び袂を分かち、レーンはジム・コルネット主宰のスモーキー・マウンテン・レスリングにてトム・プリチャードと新チームのヘブンリー・ボディーズを結成。カーンはWWFに移籍して異色ヒールのスキナーに変身した。
1995年6月10日、USWAにて一夜限りの再々結成が実現。メンフィスのミッドサウス・コロシアムで行われたワンナイト・タッグチーム・トーナメントに出場し、決勝でトミー・リッチ&ダグ・ギルバートを破り優勝を収めた。その後は1999年4月、メンフィスのインディー団体PPW（パワー・プロ・レスリング）において、ローラー&ビル・ダンディーとの連戦が行われた。

## 獲得タイトル
コンチネンタル・レスリング・アソシエーション
- AWA南部タッグ王座：14回[5]

ユナイテッド・ステーツ・レスリング・アソシエーション
- USWA世界タッグ王座：1回[11]

チャンピオンシップ・レスリング・フロム・フロリダ
- NWA USタッグ王座（フロリダ版）：2回[8]

サウスウエスト・チャンピオンシップ・レスリング
- SCW世界タッグ王座：1回[15]